# سن اومر (فیلم)
سن اومر (به فرانسوی: Saint Omer) فیلم درام حقوقی محصول ۲۰۲۲ به کارگردانی آلیس دیوپ است. سن اومر نخستین فیلم داستانی دیوپ پس از ساخت چند اثر به عنوان مستندساز است. این فیلم در هفتاد و نهمین دوره جشنواره بین‌المللی فیلم ونیز در ۷ سپتامبر ۲۰۲۲ در بخش رقابتی به نمایش درآمد و در این جشنواره موفق به کسب جایزه بزرگ ویژه هیئت داوران و جایزه شیر آینده (لوییجی دی لورنتیس) برای اولین کارگردانی شد. این فیلم به عنوان نماینده سینمای فرانسه برای شرکت در بخش بهترین فیلم بین‌المللی نود و پنجمین دوره جوایز اسکار معرفی شد. سن اومر پیش از اکران در سینماهای فرانسه در جشنواره بین‌المللی فیلم تورنتو ۲۰۲۲ و جشنواره فیلم نیویورک ۲۰۲۲ نمایش داده شد.
فیلم سن اومر در سی‌ و چهارمین دوره جشنواره بین‌المللی فیلم پام اسپرینگز برنده جایزه فیپرشی از هیات منتقدان بین‌المللی شد.

## داستان
در این فیلم، راما (کاگامه) یک نویسنده جوان باردار است که در محاکمه یک زن مهاجر سنگالی با نام لارنس کولی (مالاندا) حضور می‌یابد. لارنس متهم شده که فرزند ۱۵ ماهه‌اش را از طریق رها کردن در ساحل دریا (برای کشیده شدن توسط جزر و مد) به قتل رسانده است. قصد راما از حضور در جلسات دادگاه این است که این واقعه اندوهناک را در قالب یک نمایشنامه به تحریر درآورد. این فیلم بر پایه پرونده قضایی فابین کابو که در سال ۲۰۱۶ در فرانسه روی داد ساخته شده اس̩ت. دیوپ در آن دادگاه شرکت داشت.
فیلم از دید راما (رمان‌نویس) روایت می شود که بین تماشاگران دادگاه نشسته و با دقت صحنه محاکمه را دنبال می‌کند. داستان به تدریج پیچیده و گاه مبهم و تاریک به تصویر کشیده می‌شود و احساس مادر بودن متهم از یک سو و رابطه‌اش با مرد مسن فرانسوی که برایش کار می‌کرده، از سوی دیگر واشکافی می‌شود. لارنس که یک دانشجوی مهاجر سنگالی است، مدتی پیش زمانی که نزد آن مرد مرفه کار می‌کرده، از او باردار شده و در ادامه مجبور به ترک آنجا و زندگی در انزوا می‌شود. سرانجامِ این اتفاق، سپردن نوزاد به امواج دریا به دلیل دشواری اقتصادی و بی‌کسی و بی‌پناهی لارنس است.